# Barbara Albert (Regisseurin)

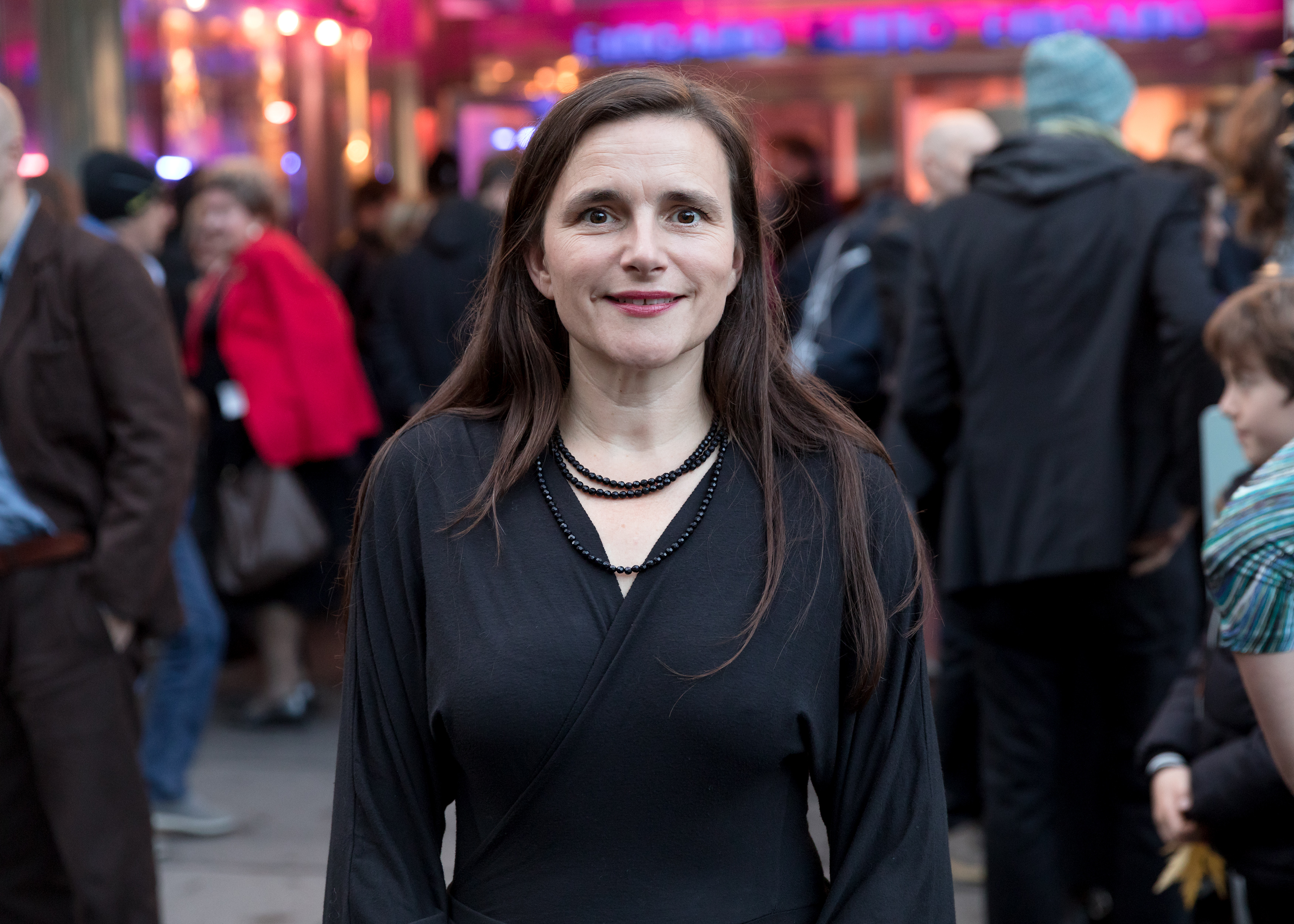
Barbara Albert (2017)

Barbara Albert (* 22. September 1970 in Wien) ist eine österreichische Filmregisseurin, Drehbuchautorin und Produzentin.

## Leben
1991 begann sie ihr Studium der Filmregie an der Filmakademie Wien unter Lukas Stepanik. Filme, von denen sie sich zu dieser Zeit beeinflusst fühlte, waren unter anderen Aki Kaurismäkis Das Mädchen aus der Streichholzfabrik und Jane Campions Sweetie und An Angel at My Table. Die Geschichten der Regisseurin und Drehbuchautorin „sind immer eine Mischung aus Erfahrenem, Erzähltem und Erfundenem“.
Ihr Langspielfilmregiedebüt lieferte sie 1999 mit Nordrand, in dem sie eine solidarische Frauenfreundschaft ins Zentrum der Erzählung stellt. Der Film thematisiert familiäre Gewalt, Abtreibung und die von Migration und vom Balkan-Krieg geprägten Lebensrealitäten im Wien der 90er Jahre. Dieser Film wurde international vielfach ausgezeichnet, unter anderem an der Biennale in Venedig, was nicht nur sie und ihren Film, sondern auch das junge österreichische Filmschaffen generell ins nationale wie internationale Rampenlicht stellte. Da internationale Auszeichnungen für österreichische Filme damals noch eine Außergewöhnlichkeit waren und in Venedig seit Jahrzehnten keine österreichische Produktion mehr ausgezeichnet wurde, kommt dem Film auch eine gewisse Vorreiter-Funktion zu. Der Film steht beispielhaft für eine Trendwende des österreichischen Filmschaffens, das in den folgenden Jahren vermehrt an internationalen Filmfestivals ausgezeichnet wurde.
1999 war auch das Gründungsjahr der coop99, die sie gemeinsam mit Jessica Hausner, Antonin Svoboda und Martin Gschlacht gegründet hat und leitet. Dadurch erlangten die vier Filmschaffenden Unabhängigkeit von der Meinung von Produzenten, jedoch nicht von staatlichen Fördergeldern. Barbara Albert tritt stark für die staatliche Filmförderung ein, da „dies die einzige Möglichkeit für das Überleben des europäischen Films neben dem amerikanischen Mainstream darstellt. Akzeptanz und kommerzieller Erfolg des europäischen Kinos können nur durch eine Bewusstseinsveränderung des Publikums erfolgen, und die stellt sich nur dann ein, wenn eine breit gestreute Vielfalt von europäischen Filmen im Kino und Fernsehen zu sehen ist! Die Basis dafür muss von staatlicher Seite geschaffen werden.“

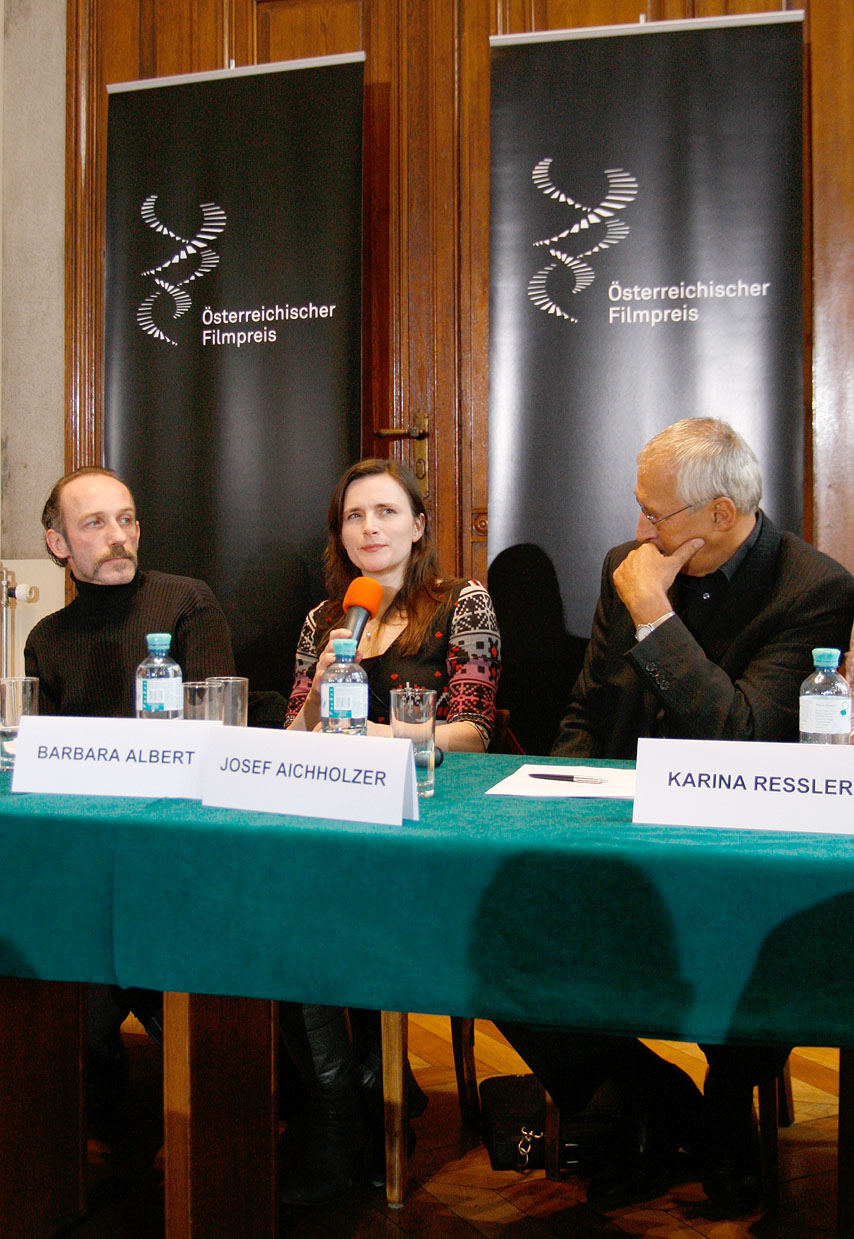
Albert mit Karl Markovics und Josef Aichholzer (2011)

Im Jahr 2009 gründete Barbara Albert gemeinsam mit anderen österreichischen Filmschaffenden die Akademie des Österreichischen Films.
Ihr Film Die Lebenden mit Anna Fischer in der Hauptrolle feierte im September 2012 seine Weltpremiere im Wettbewerb des Filmfestivals von San Sebastián. Der Film verarbeitet eigene Erlebnisse: Albert ist die Enkelin eines SS-Mannes, der u. a. als Wachmann im KZ Auschwitz gearbeitet hat.
Im Jahr 2013 wurde sie als Professorin für „Spielfilmregie für Kino und Fernsehen“ an die Filmuniversität Babelsberg berufen. Sie teilt sich die Stelle mit Andreas Kleinert, der seit 2006 an der Hochschule lehrt.
Ihr Spielfilm Licht (auch Mademoiselle Paradis) wurde zum Toronto International Film Festival 2017 in den Wettbewerb Platform und zum Festival Internacional de Cine de San Sebastián 2017 in den Hauptwettbewerb um die Goldene Muschel eingeladen.
Barbara Albert lebt mit dem Regisseur Titus Selge und ihrem gemeinsamen Sohn in Berlin. Sie ist die Schwester von Veronika Albert.

## Filmografie
- 1993: Nachtschwalben (Kurzfilm; Regie)
- 1993: Die Frucht deines Leibes (Kurzfilm; Regie)
- 1998: Sonnenflecken (Kurzfilm; Regie und Drehbuch)
- 1998: Slidin’ – alles bunt und wunderbar (Episodenfilm; Regie beim Segment Tagada)
- 1998: Somewhere Else (Dokumentarfilm; Regie)
- 1999: Nordrand (Drama; Regie und Drehbuch)
- 2001: Zur Lage (Dokumentarfilm; Regie und Drehbuch mit Michael Glawogger)
- 2003: Böse Zellen (Drama; Regie und Drehbuch)
- 2004: Europäische Visionen (Segment „Mars“)
- 2006: Slumming (Drama/Komödie; Drehbuch; Regie: Michael Glawogger)
- 2006: Fallen (Drama; Regie und Drehbuch)
- 2012: Die Lebenden (Drama; Regie, Drehbuch, Produktion)[7]
- 2017: Licht (Spielfilm; Regie)
- 2020: Quo Vadis, Aida? (Spielfilm; Produktion)
- 2021: Me, We (Spielfilm; Produktion)
- 2022: Funeral for a Dog (Serie; Regie)
- 2023: Die Mittagsfrau (Kinofilm, Regie)[8]

## Auszeichnungen

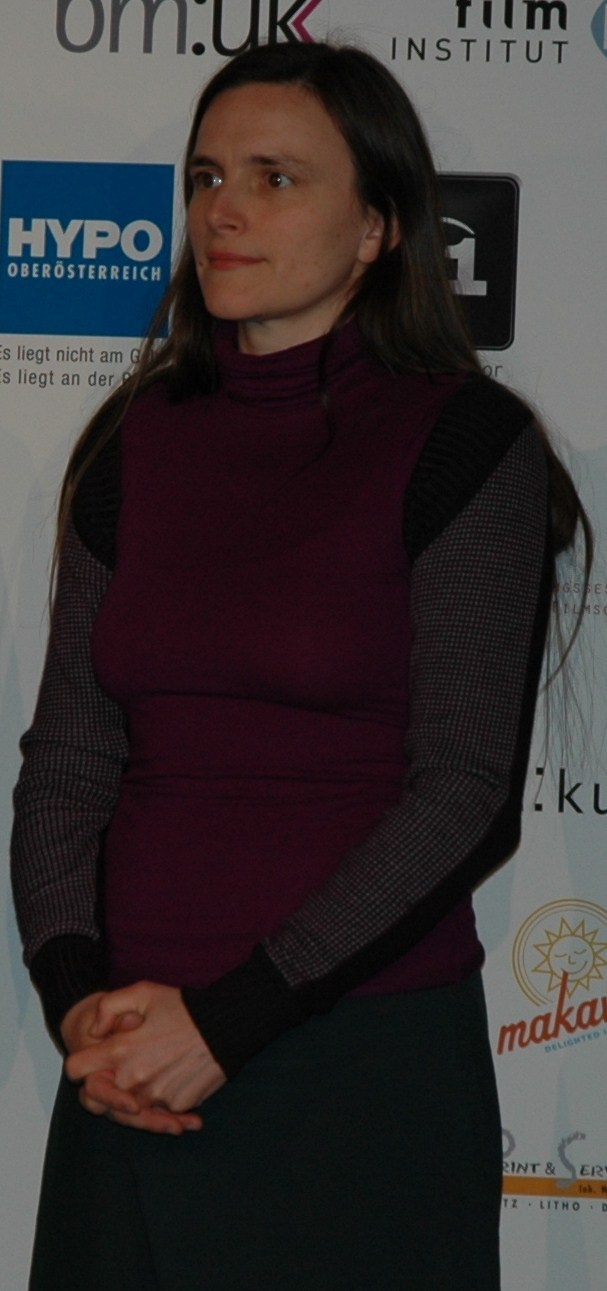
Barbara Albert am Crossing Europe Filmfestival Linz 2010.

Eine Auswahl von Auszeichnungen und Nominierungen für Barbara Albert, geordnet nach Filmen:
- Nachtschwalben:
  - 1993: Max Ophüls Preis – Nominierung
- Nordrand:
  - 1996: Carl-Mayer-Drehbuchpreis für das Treatment des Films
  - 1999: Viennale – Preis der FIPRESCI-Jury und Wiener Filmpreis als Bester Film
  - 1999: Stockholm International Film Festival – Bestes Regiedebüt, Nominierung für Bronzenes Pferd
  - 1999: Internationale Filmfestspiele von Venedig – Nominierung für Goldenen Löwen als Bester Spielfilm
  - 2000: Max Ophüls Preis – Förderpreis Langfilm und Drehbuchpreis
- Böse Zellen:
  - 2003: Internationales Filmfestival von Locarno – Nominierung für den Goldenen Leoparden
- Slumming:
  - 2006: Flanders International Film Festival – Drehbuchpreis, gemeinsam mit Michael Glawogger
- Fallen:
  - 2006: Internationale Filmfestspiele von Venedig 2006 – Nominierung für Goldenen Löwen als Bester Spielfilm
  - 2007: Filmkunstfest Mecklenburg-Vorpommern – Hauptpreis Der Fliegende Ochse
- 2012: Österreichischer Kunstpreis für Film[9]